# Condado de Navalmoral
El condado de Navalmoral es un título nobiliario español creado el 6 de agosto de 1621 por el rey Felipe IV, a favor de Baltasar Barroso de Ribera, hijo de Francisco de Ribera Barroso, II marqués de Malpica.
Su denominación hace referencia al municipio de Navalmoral, provincia de Ávila.

## Condes de Navalmoral
|                        | Titular                                   | Periodo                |
| Creación por Felipe IV | Creación por Felipe IV                    | Creación por Felipe IV |
| ---------------------- | ----------------------------------------- | ---------------------- |
| I                      | Baltasar Barroso de Ribera                | 1621-1669              |
| II                     | Antonio Gaspar Pimentel Barroso de Ribera | 1669-1699              |
| III                    | Manuel Pimentel y Zúñiga                  | 1699-1716              |
| IV                     | José Francisco Pimentel y Zualart         | 1716-1765              |
| V                      | Joaquín Enríquez de Cabrera y Pimentel    | 1765-1792              |

## Historia de los condes de Navalmoral

Escudo de Navalmoral (Ávila)

- Baltasar Barroso de Ribera (m. 21 de marzo de 1669),[2] I conde de Navalmoral, III marqués de Malpica, XII señor de Parla.

Contrajo matrimonio el 28 de noviembre de 1625 con Ana Polonia Manrique de Luna, VIII condesa de Osorno y V de Morata de Jalón,  la única hija que sobrevivió del conde Antonio María de Luna, tío del VII conde de Osorno. Sin descendencia. Le sucedió:
- Antonio Gaspar Pimentel y Zúñiga (también llamado Antonio Gaspar Barroso de Ribera Pimentel y Dávila) (m. 1699), II conde de Navalmoral, IV marqués de Malpica, V marqués de Povar, XIII señor de Parla.[4] Era hijo de José Pimentel y Zúñiga, caballero de la Orden de Calatrava y gentilhombre de cámara y mayordomo mayor del rey Carlos II,[5] —hijo de Juan Francisco Alonso Pimentel y Ponce de León (m. 1652), VIII conde de Luna y X conde de Mayorga—,[6] y de su esposa, Francisca de Zúñiga y Dávila, V marquesa de Mirabel, IV marquesa de Povar y II condesa de Berantevilla.[5]

Se casó en Madrid el 11 de enero de 1680 con María Josefa Gonzaga y Manrique de Lara (m. 1687) de quien no hubo descendencia. Le sucedió su hermano:
- Manuel Pimentel y Zúñiga (Madrid, 2 de junio de 1665-ibidem, 28 de mayo de 1716), III conde de Navalmoral, VI marqués de Povar, V marqués de Malpica, VI marqués de Mirabel y III conde de Berantevilla —estos dos últimos títulos cedió a su hermano menor «por incompatibilidad de mayorazgo»—,[4] y XIV señor de Parla.

Le sucedió su sobrino, hijo de su hermano Sebastián Pimentel y Zúñiga y de su esposa Isabel Luisa Zualart y Muñil:
- José Francisco Pimentel y Zualart (m. 8 de enero de 1765),[8] IV conde de Navalmoral, VI marqués de Malpica, VII marqués de Povar[9] y XV señor de Parla.

Se casó el 25 de marzo de 1721 con Josefa Sarmiento Eraso y Toledo, V marquesa de Mancera, grande de España, IV marquesa de Montalbo y V condesa de Gondomar. Le sucedió su hijo:
- Joaquín Enríquez de Cabrera y Pimentel (m. 26 de octubre de 1792) V y último conde de Navalmoral,[10] XIV conde de Melgar, VI marqués de Mancera,[8] XII duque de Medina de Rioseco,[11] VII marqués de Malpica, VIII marqués de Povar, V marqués de Montalbo y VI conde de Gondomar.

Se casó en con María Bernarda Cernesio y Guzmán (m. 1802), hija de José Manuel Cernesio Odescalchi, III conde de Parcent, grande de España, y de su esposa Ana Antonia de Guzmán y Spínola. Tuvieron una hija, María Petronila, VII marquesa de Mancera, VIII marquesa de Malpica, IX marquesa de Povar, VI marquesa de Montalbo y VII condesa de Gondomar que fue la segunda esposa de Pedro de Alcántara Fernández de Córdoba, XII Duque de Medinaceli.